# 公社左翼
公社左翼（西班牙語：Izquierda Comunera）是西班牙马德里自治区的一个左翼民族主义政党。2001年，该党由普通人的土地的一些前成员创建。该党的意识形态是自由意志社会主义、左翼民族主义、女权主义、卡斯蒂利亚民族主义、反法西斯主义、共产主义、反帝国主义。该党实行集体领导。该党的青年翼是卡斯蒂利亚革命青年，妇女翼是卡斯蒂利亚妇女。该党的总部位于马德里。2002年，该党和一些卡斯蒂利亚民族主义政党和组织合并为卡斯蒂利亚左翼。